# Arc iliopectiné
L'arc iliopectiné (ou arcade iliopectinée) est une lame fibreuse du membre inférieur situé en haut de la cuisse.

## Description
L'arc iliopectiné est tendu entre la face postérieure du ligament inguinal et l'éminence ilio pubienne.
L'arc iliopectiné forme un septum qui sépare médialement la lacune musculaire rétro-inguinale de la lacune vasculaire rétro-inguinale.
Lorsqu'un muscle petit psoas est présent, son tendon d'insertion se confond avec l'arc iliopectiné.

## Aspect clinique
L'arc iliopectiné est parfois sectionné dans le traitement d'une compression du nerf fémoral.